# Великая Лука (Липоводолинский район)
Великая Лука (укр. Велика Лука) — село, Подолковский сельский совет, Липоводолинский район, Сумская область,
Украина. Код КОАТУУ — 5923284402. Население по переписи 2001 года составляло 81 человек.

## Географическое положение
Село Великая Лука находится на берегу реки Грунь (в основном на левом), выше по течению на расстоянии в 1,5 км расположено село Капустинцы, ниже по течению на расстоянии в 1,5 км расположено село Подолки, на противоположном берегу — село Весёлая Долина.